# Пекарів
Пе́карів — село в Україні, у Сосницькій селищній громаді Корюківського району Чернігівської області. Населення становить 416 осіб. До 2017 орган місцевого самоврядування — Пекарівська сільська рада.

## Географія
Біля села протікає річка Валки, права притока Сейму.

## Історія
Засноване у першій половині XVII ст.
Поблизу села виявлено ряд поселень V—I тис. до н. е. (доба неоліту-раннього заліза).
Відомо село Пекарі королівської данини 1621 р. («д. Удич, Пекарево»). У 1635 р. 6 посполитих дворів належали Олександру Киселю. На початку XVIII ст. — 38 дворів. У 1781 р. налічувалося 70 хат.
У 1787 р. у будинку з 9 покоїв жив статський радник Григорій Долинський (1722—1799), який мав 728 підданих у Кнутах, Куренях, Мильцях, Гольцях, хуторах на степу. Він очолив у 1767 р. автономний рух ніжинського і батуринського шляхетства. Маєток його сім'ї стоїть в селі і донині.
У 1810 р. — 110 хат, 203 ревізькі душі. У 1885 р. — 536 жителів у 98 дворах, церква, постоялка. За переписом 1897 р. — 124 двори, 707 жителів. У 1972 р. — 285 дворів і 770 жителів. 2014 р. — 283 жителі.
У селі у 1775 році була побудована Покровська дерев'яна церква.
05.02.1965 Указом Президії Верховної Ради Української РСР передано Конятинську та Пекарівську сільраду Коропського району до складу Сосницького району.
Уродженцем села є Григорій Петрович Котницький (1927 — ?) — письменник, поет, журналіст та  голова Шевченкового братства Криму
12 червня 2020 року, відповідно до розпорядження Кабінету Міністрів України № 730-р «Про визначення адміністративних центрів та затвердження територій територіальних громад Чернігівської області», увійшло до складу Сосницької селищної громади.
19 липня 2020 року, в результаті адміністративно-територіальної реформи та ліквідації Сосницького району, увійшло до складу Корюківського району Чернігівської області.

## Голодомор
Село постраждало внаслідок геноциду 1932-33 років, проведено урядом СРСР на території України. Існують офіційно зареєстровані свідчення про смерть від терору голодом сільських дітей. Цінні дані про обставини злочину радянської влади залишили Петришин Михайло Павлович, 1924 р.н. та Петришина Софія Іванівна, 1935 р. н.:
|  | Все ж першими у нашому селі вмерли мої сестри, спочатку Катя, а через тиждень, 12 липня, на Петра й Павла, і Галя. Попухли й померли. Їли ми кінський щавель, який рвали на лузі, сушили, товкли, пекли з нього млинці, борщ варили з липового листя, лободи і щавлю. Їли й макуху, лушпайки з картоплі смажили на сковороді… |